# Röhrenstraße 8 (Bitterfeld)

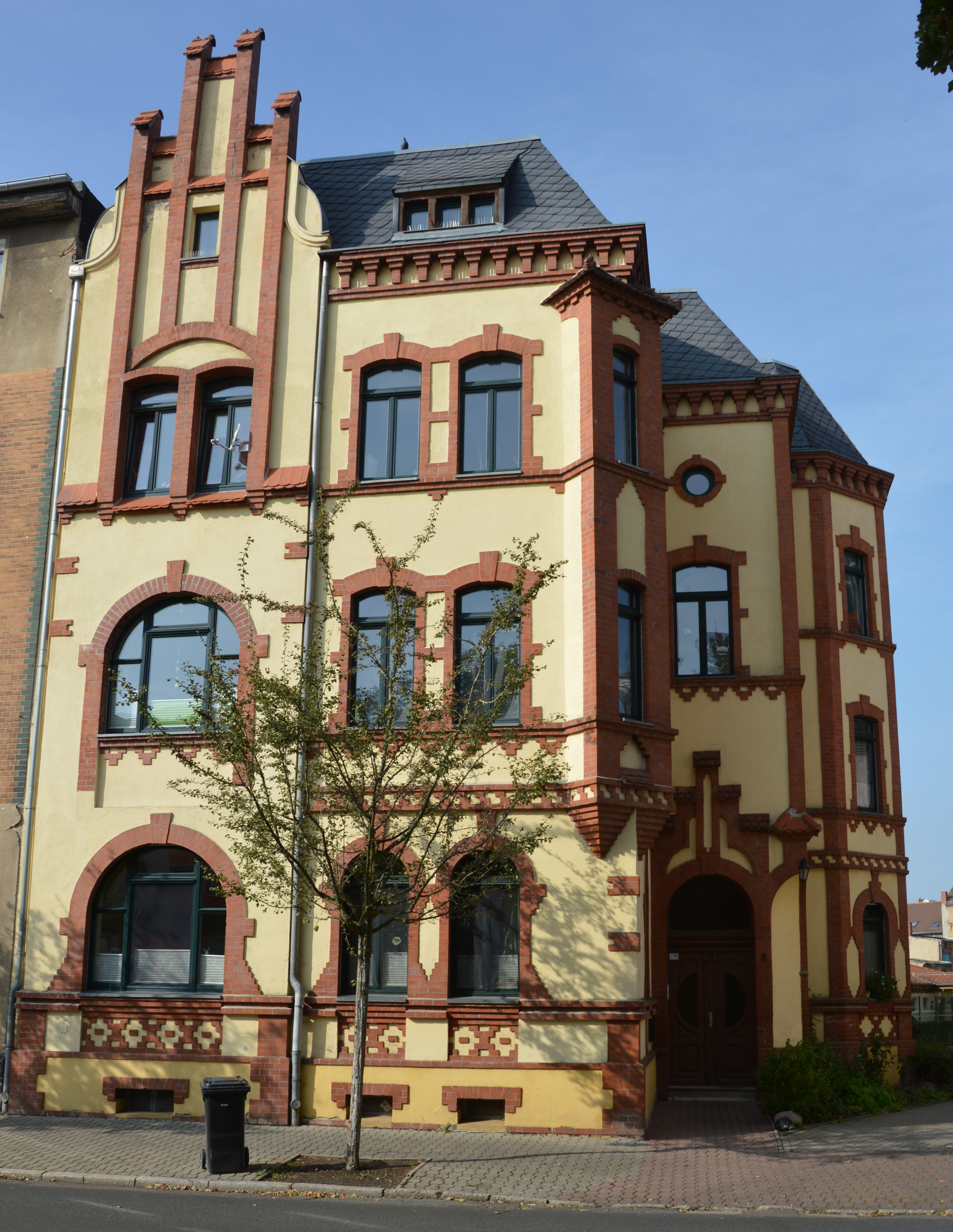
Röhrenstraße 8

Das Gebäude Röhrenstraße 8 ist ein denkmalgeschütztes Wohnhaus in Bitterfeld-Wolfen in Sachsen-Anhalt.

## Lage
Es befindet sich im Stadtzentrum von Bitterfeld auf der nordwestlichen Seite der Röhrenstraße.

## Architektur und Geschichte
Das dreigeschossige Wohnhaus stammt aus dem späten 19. Jahrhundert. Der Ziegelbau entstand auf einem unregelmäßigen Grundriss und ist im Stil der Neogotik gestaltet. Die gestaffelte Fassade wird durch einen starken Kontrast von hell verputzten Flächen und Ziegelbändern geprägt. Auf der linken Seite der Fassade befindet sich ein getreppter Ziergiebel der deutlich über das Dach hinausragt. Der auf der rechten Fassadenseite etwas zurückgesetzt liegende Hauseingang wird von einem kleinen ähnlich gestalteten Ziergiebel bekrönt. Als weiterer Schmuck finden sich am Haus unter anderem ein plastisch gestaltetes Konsolgesims und Verzierungen an Dachziegeln.
Im örtlichen Denkmalverzeichnis ist das Wohnhaus unter der Erfassungsnummer 094 95337 als Baudenkmal eingetragen.